# ITF Future Tulsa-2
Das Tulsa Pro Classic ist ein internationales Herren-Tennisturnier der ITF Future Tour, das jährlich in Tulsa, Oklahoma ausgetragen wird.

## Geschichte
Das Tulsa Pro Classic wurde erstmals im Juli 2014 ausgetragen. Nach den Tulsa Pro Championships war es das zweite Future-Turnier, das in diesem Jahr in Tulsa stattfand. Gespielt wurde im Michael D. Case Tennis Center der University of Tulsa auf Hartplätzen. Als erster Sieger ging der US-Amerikaner Mitchell Frank hervor, der den topgesetzten Briten Liam Broady in zwei Sätzen besiegte.

## Siegerliste

### Einzel
| Jahr | Sieger         | Finalgegner | Ergebnis |
| ---- | -------------- | ----------- | -------- |
| 2014 | Mitchell Frank | Liam Broady | 6:2, 6:1 |

### Doppel
| Jahr | Sieger                     | Finalgegner                          | Ergebnis        |
| ---- | -------------------------- | ------------------------------------ | --------------- |
| 2014 | Luke Bambridge Liam Broady | Daniel Garza Raúl-Isaias Rosas-Zarur | 6:4, 5:2 aufgg. |